# 20 mars 1904
Le dimanche 20 mars 1904 est le 80e jour de l'année 1904.

## Naissances
- Burrhus Frederic Skinner (mort le 18 août 1990), psychologue américain
- Erik J. S. Castrén (mort le 24 juin 1984), professeur de droit finlandais
- Robert Marichal (mort le 20 octobre 1999), paléographe et archiviste français
- Roberto Figueroa (mort le 24 janvier 1989), footballeur uruguayen
- Theodor Thomsen (mort le 14 mai 1982), skipper allemand
- Walter M. Elsasser (mort le 14 octobre 1991), physicien allemand

## Décès
- Charles Bonie (né le 20 octobre 1818), officier de marine français
- Urgel-Eugène Archambault (né le 20 mai 1834), instituteur et administrateur académique québécois

## Événements
- Découverte des astéroïdes (527) Euryanthe, (528) Reizia, (529) Preziosa